# 有機半導體

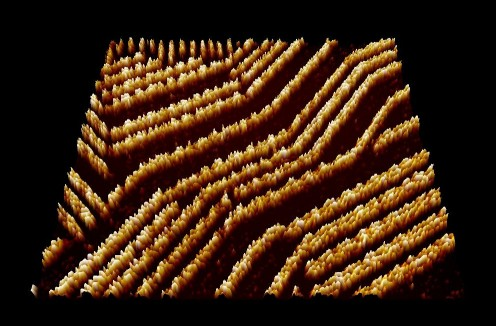
有機半導體喹吖啶酮的超分子鏈在石墨上自行組裝的掃描隧道顯微鏡影像。

有機半導體是具有半導體性質的有機材料。單分子短鏈（低聚物和有機聚合物）可以是半導體。半導體小分子（芳香族烴類）包括的多環芳族化合物，並五苯，蒽，以及紅螢烯。聚合物有機半導體包括聚（3 -己基噻吩），聚（對亞苯基亞乙烯基），以及聚乙炔及其衍生物。
有兩個主要的重疊類有機半導體。這些有機電荷轉移複合物和線性骨幹的導電聚合物都來自聚乙炔。線性主鏈的有機半導體包括聚乙炔本身和它的衍生物聚吡咯和聚苯胺。至少在那裡，電荷轉移複合物往往表現出類似於無機半導體的傳導機制。在這種機制的存在下產生的空穴和由帶隙分離的電子傳導層。雖然這種典型的機制很重要，不過與無機非晶半導體、隧道、局部狀態、流動性缺口，和声子也能協助躍遷大大的有助於傳導，特別是在聚乙炔。如同無機半導體一樣，有機半導體可以掺杂。有機半導體容易摻雜如聚苯胺（歐明創）和PEDOT:PSS，因此也被稱為有機金屬。
典型的電流載流子在有機半導體裡的空穴和電子的π鍵。幾乎所有的有機固體都是絕緣體。但是，當其組成分子為π共軛系統，電子會移動通過π電子雲重疊，特別是通過躍遷，隧道及相關機制。多環式芳香族烴類和酞菁鹽晶體是這種類型的有機半導體材料的例子。
電流載流子主要是由於流動性低，即使是未配對電子在電荷轉移複合物中可能是穩定的。這種不成對的電子，可作為載流子。這種類型的半導體也可通過配對的電子給體分子與電子受體分子來獲得。

## 歷史

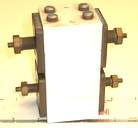
電壓控制的開關，是一個能使聚合物活化的有機聚合物電子裝置，發明於1974年，現在在史密森芯片的機構裏面。

1862年，Henry Letheby
獲得部分導電材料陽極氧化的苯胺硫酸。該材料可能是聚苯胺 ，在1950年代，研究人員發現多環芳香烴化合物是由電荷轉移複合物的半導體鹽類鹵化而成的。特別的，在1954年的報導指出，苝 - 碘 配合物具高導電率0.12 S/cm， 這闡明了有機化合物可以承載電流。在1972年，研究人員發現了金屬導電性中的電荷轉移絡合物TTF-TCNQ。在1980年，超導電荷轉移複合物在Bechgaard盐（TMTSF）2PF6首次被報導出來。相關電導率值的線性主鏈聚合物（在碘的“摻雜”和黑色氧化的聚吡咯）在1963年被報導出來 ，有一篇1964年專著有機半導體引用多個報告類似高導電的氧化聚乙炔。
1974年，約翰·麥金尼斯和他的同事報告了工作有機聚合物的電子設備。這些調查報告表在高導電性“ON”狀態和標誌黑色素的負微分電阻，還有氧化共聚物如聚乙炔，聚吡咯，和聚苯胺。黑色素是一種半導體聚合物，其在電場中自然和合成狀態的有機電子為目前研究員最感興趣的。這個設備是讓他們1972年的報告得到了"觀念的証明"，現在典型的電子傳導機制大概都是這些物質。在典型的"活化"設備中，電壓和電流控制了電子的流動。這個設備現在被收藏在使密森的機構裏面。他們如此得到了另一種解釋。
在1977年，Shirakawa et al.的報告中報告說聚乙炔在卤化的時候有高導電性。他們因"發現和發展出導電性聚合物"而獲得2000年諾貝爾化學獎。同樣的，高導電性聚吡咯也在1979年再次被發現。
剛性骨幹的有機半導體是現在在光電儀器中被拿來當有活化機能的元素，像有机发光二极管（OLED）、有機太陽能電池、有機場效應晶體管（OFET），電化學晶體管和生物感測等近來都被廣泛的使用。有機半導體有很多優點像是製造簡單，機動性靈活，花費低。

## 處理
小分子的有機半導體和半導電性聚合物在處理過程上有明顯的不同，水溶性共軛聚合物的薄膜可以透過溶液的處理方法來製備。另一方面，小分子經常是相當難溶解且通常需要通過真空昇華處理沉積。這兩種方法產生的無定形或多晶矽薄膜有不同程度的障礙。“濕”塗佈技術所需要的聚合物溶解在揮發性溶劑中，過濾，並沉積到襯底上。溶劑型塗料技術的常見例子包括滴鑄，旋塗，刮除，噴墨印刷和絲網印刷。 旋塗是一種廣泛使用的小面積薄膜生產技術，不過這可能會導致重大損失。醫生刮除技術能把材料的損失降到最低，主要開發用於大面積薄膜的生產。真空法基於加熱沉積的小分子，其蒸發分子需要熱源。然後分子通過真空輸送到襯底上。薄膜形成在襯底表面上的結果，這些分子會縮合。濕式塗佈技術可以應用到小分子，但在某些程度上取決於對材料的溶解度。

## 表徵
有機半導體在許多方面不同於無機。包括光學，電子，化學和結構特性。為了設計和模擬有機半導體，需要吸光質或光致發光譜這些光學性質的特點。可以透過紫外-可見光吸收值的分光光度計和光致發光譜分光光度計來以光學描述這一類物質的特性。半導體膜的外觀和形態可以用原子力显微镜（AFM）和扫描电子显微镜（SEM）來研究。像是游離能這樣的電子特性可以用紫外光电子能谱学 （UPS）來探測電子建結的結構的特色。
有機半導體的代電運輸特性可以用很多技術來檢驗，例如飛行時間（TOF）和空間電荷限制的技術用來描述一種有機膜的傳導性能─"散裝"。有機場效應晶體管（OFET）的技術是用來探測半導體膜“界面”的屬性，並允許研究電荷的載流子遷移率、晶體管的閾值電壓和其他FET參數。OFETs的發展，可直接影響新型設備的應用，像是有機的柔性電路板，可打印射頻識別標籤（RFID）和有活性基質的版背都會影響。的有機半導體材料的化學成分和結構的特點，可以通過紅外光譜儀，二次離子質譜（SIMS）和X射线光电子能谱学（XPS）描繪出來。

## 電荷在有機半導體內無序的傳輸
有機半導體電荷傳輸是依賴於Π键軌道和量子力學波函數的重疊。在無序的有機半導體材料中，有限的π-鍵合在分子和電荷載流子的傳導（電子或空穴）之間，都能用量子力學隧道效應描述。
電荷傳輸依賴於電荷載流子的能力，通過從一個分子到另一個分子。由於量子力學隧道效應的電荷傳輸以及其隨後依賴概率函數的性質，此運輸過程中通常稱為作為跳頻運輸。跳頻電荷載體從分子到分子取決於能隙「HOMO和LUMO」之間的能級。載流子的遷移依賴於電子或空穴移動到大量相似的能階，並因此再經過的區域更快或更慢的跳頻。這個會被在整個系統的溫度和電場的影響。
理論研究表明，在低電場有機半導體的電導率与T1/4成比例，而在高電場則與以一個常數e(E/aT)成正比。另一項研究表明，交流電導體的有機半導體戊烯是頻率依賴的以及提供證據說這種行為是由於它的多晶結構和跳躍傳導。

## 另見
- 有機電子學
- 分子電子學
- 導電聚合物
- 有机场效应晶体管（OFET）
- 有機發光二極體（OLED）
- 有機太陽能電池（OPVC）
- NOMFET（英语：NOMFET）
- 緊束縛
- Kelvin探針力顯微鏡

## 進一步閱讀
- An Overview of the First Half-Century of Molecular Electronics by Noel S. Hush, Ann. N.Y. Acad. Sci. 1006: 1–20 (2003).
- Organic Semiconductors by Yoshikuko Okamoto and Walter Brenner, Reinhold (1964). Chapt.7, Polymers—multiple reports of oxidized polyacetylenes with conductivities less-than 1 ohm/cm.
- Electronic Processes in Organic Crystals and Polymers, 2 ed.  by Martin Pope and Charles E. Swenberg, Oxford University Press (1999), ISBN 0-19-512963-6
- Handbook of Organic Electronics and Photonics (3-Volume Set) by Hari Singh Nalwa, American Scientific Publishers. (2008), ISBN 1-58883-095-0
- Semi-Conducting Polymers and Optoelectronics （页面存档备份，存于） - Richard Friend, Cavendish Professor, Cambridge Freeview video by the Vega Science Trust.